# Canaria (raza bovina)
La canaria o criolla es una raza de vaca autóctona de Canarias.

## Características
De unos 600 kilos de peso, los ejemplares de esta raza poseen un pelaje de color rubio claro con tendencia al albahío o incluso blanco sucio. Rústica y con buenos aplomos, esta raza vacuna se localiza exclusivamente en Tenerife y Gran Canaria, y está protegida.

## Arrastre de ganado
Existe en las islas unas competiciones llamadas "Arrastre de Ganado". El arrastre de ganado, se ha practicado en todo el Archipiélago, principalmente, en las islas de La Palma, Tenerife y Gran Canaria, utilizando para ello vacas y bueyes autóctonos. Las yuntas, por categorías ( 1º, 2º, y 3º ), arrastran en una tabla llamada "Corsa" varios sacos de arena, en función de la categoría.
Las yuntas guiadas por su mandador deben recorrer una distancia de ida y vuelta con la corsa llena de sacos de arena. Gana la yunta que, cumpliendo las reglas, más rápido hace el recorrido. Estas competiciones se realizan en toda la isla llegándose a una final en la que participan las yuntas ganadoras de las diferentes competiciones.
Este juego se hace manteniéndose así la tradición del arrastre de pesos e incluso personas por las calles de los pueblos canarios cuando estas estaban adoquinadas.
Este tipo de vaca es muy apreciado en las islas por su fuerza , ya que no suelen dar mucha leche. Durante años el campesino canario la utilizó para arar sus campos, para arrastrar la corsa y para llevar sus carretas.
En la actualidad el gobierno de Canarias concede subvenciones a los ganaderos para su cría, mantenimiento y conservación de la raza. Estos animales son muy queridos por el pueblo que las puede ver, tocar y fotografiarse con ellos en las muchas romerías que hay en las islas.

## Galería

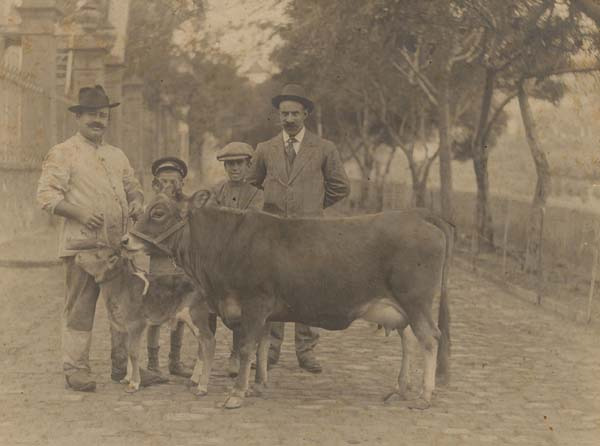
Campesinos con vaca basta canaria (1910-20)
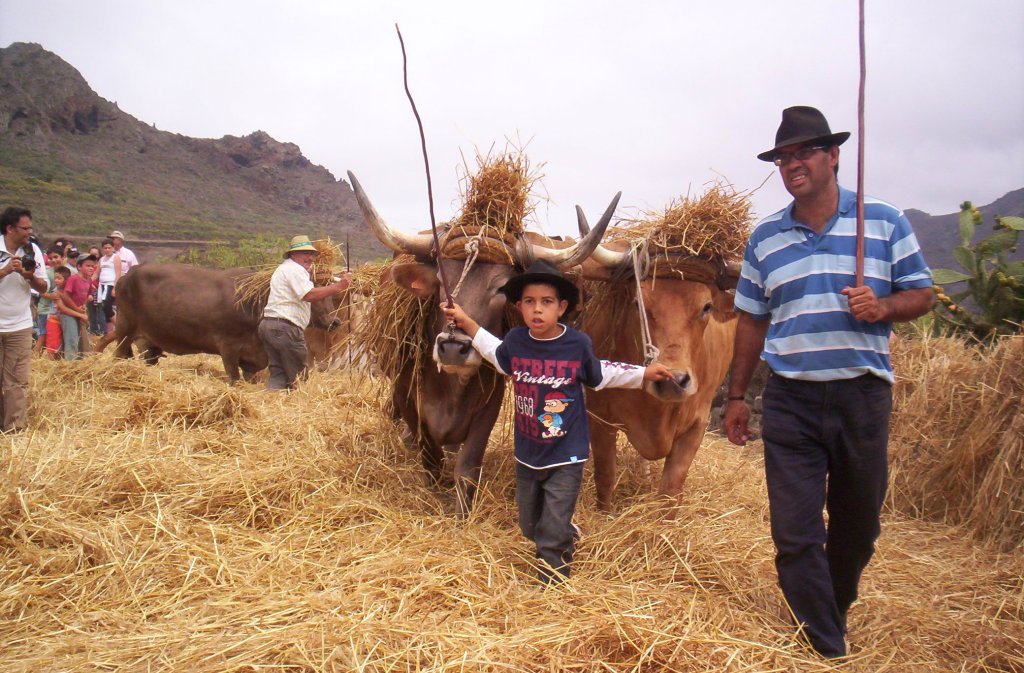
Yunta de vacas en una trilla en Tenerife